# Polarisationsidentiteten
Polarisationsidentiteten är inom det matematiska området funktionalanalys en ekvation ur vilken en inre produkt kan fås ur en norm om normen uppfyller parallellogramlagen. Man kan också se det som att en norm inducerad från en inre produkt måste uppfylla denna ekvation.

## Vektorrum över reella tal
Polarisationsidentiteten för normerade rum över reella tal är:
{\displaystyle \langle x,y\rangle ={\frac {1}{4}}(\|x+y\|^{2}-\|x-y\|^{2})}

## Vektorrum över komplexa tal
Polarisationsidentiteten för normerade rum över komplexa tal är:
{\displaystyle \langle x,y\rangle ={\frac {1}{4}}(\|x+y\|^{2}-\|x-y\|^{2}+i\|x+iy\|^{2}-i\|x-iy\|^{2})}
Detta kan givetvis delas upp i två delar, en reell och en imaginär:
{\displaystyle \operatorname {Re} \langle x,y\rangle ={\frac {1}{4}}(\|x+y\|^{2}-\|x-y\|^{2})}
{\displaystyle \operatorname {Im} \langle x,y\rangle ={\frac {1}{4}}(\|x+iy\|^{2}-\|x-iy\|^{2})}